# داندی (اوهایو)

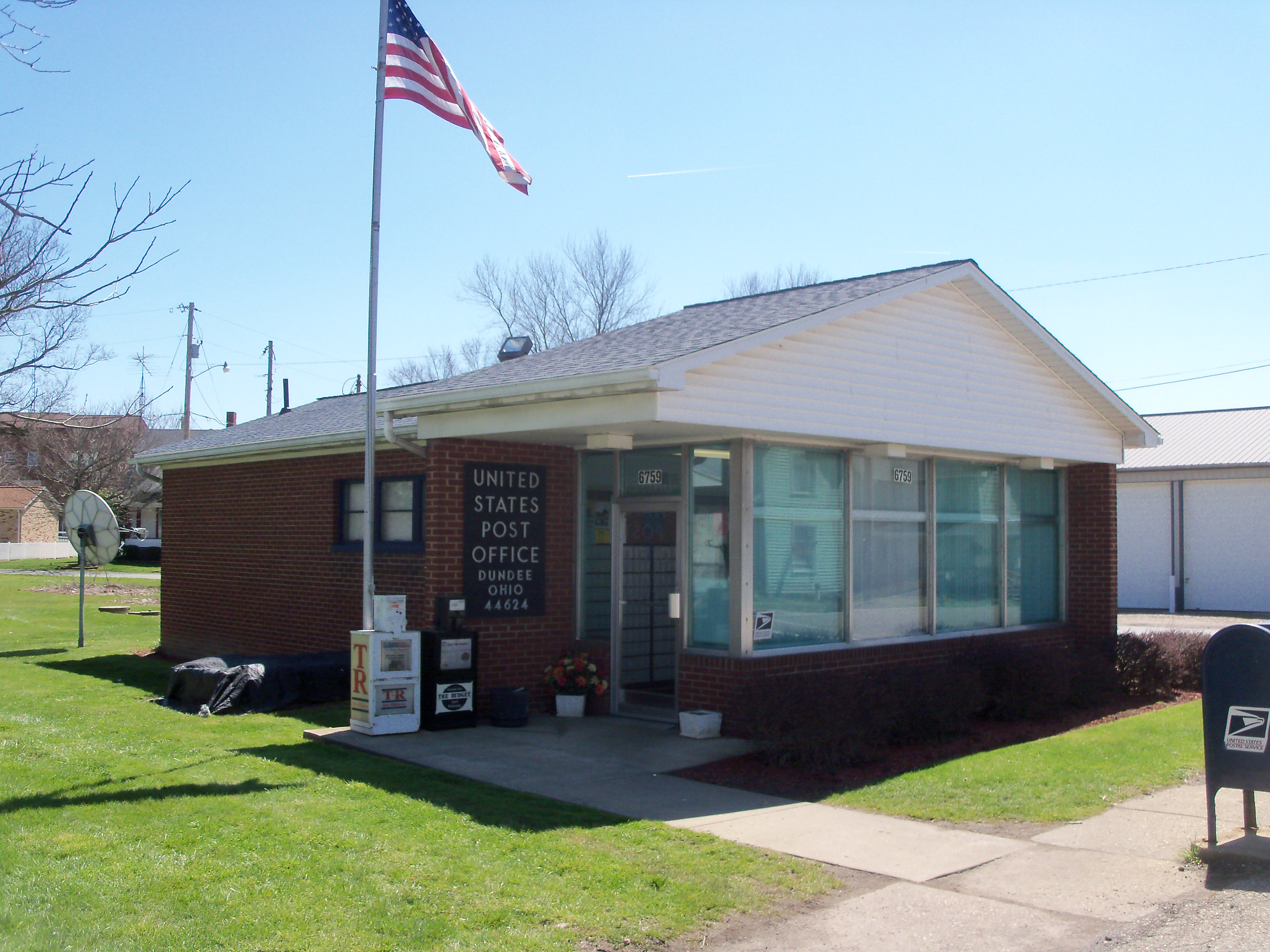
اداره پست داندی

داندی (انگلیسی: Dundee) یک مکان تعیین شده برای سرشماری در شهر مرکزی وین در شهرستان توسکاراوس ایالت اوهایو در ایالات متحده است. هرچند این مکان ثبت قانونی نشده‌است، با این حال اداره پست آن با کد پستی ۴۴۶۲۴ می‌باشد. داندی در شاهراه دولتی ۹۳ و ۵۱۶ قرار دارد.